# Єде-хан
Єде-хан (*д/н — бл. 615) — володар сеяньто в 605—615 роках.

## Життєпис
Відомості про нього доволі обмежені. Власне ім'я вважається Ишбара, проте так тюрки називали військових намісників в племенах. Напевне в тюркській ієрархії він саме це місце займав, пануючи над сеяньто. В китайських джерелах Ишбара перетворився на Ішібо. Очолював союз племен сеяньто, що став частиною конфедерації тєле. Підпорядковувався Західнотюркському каганату.
601 року приєднався до загального повстання племен тєле. Спільно з племенами хуйху-уйгурів завдав низки поразок Нірі-кагану, але 603 року вимушений був йому все ж підкоритися.
605 року через надмірні податки з тєле, що збирали підлеглі кагана Хешани відбулося збурення серед племен конфедерації. У відповідь каган запросив до своєї ставки 100 вождів тєле, яких було вбито. Це спричинило загальне повстання тєле, основними силами якого стали сеяньто, цібі та хуйху-уйгури на чолі із Яґмурчін Бага-каганом. При цьому Ишбара став його своєрідним заступником, змінивши ім'я на Єде (в китайських джерелах Їедє) та прийнявши титул хан.
Протягом декількох років успішно воював проти тюркських військ, але у 612/613 роках зазнав поразки від нового кагана Шегуя, внаслідок чого визнав його зверхність та відмовився від титулу хан.
Помер близько 615. Йому спадкував онук Інан.